# Schloss Jägerhof

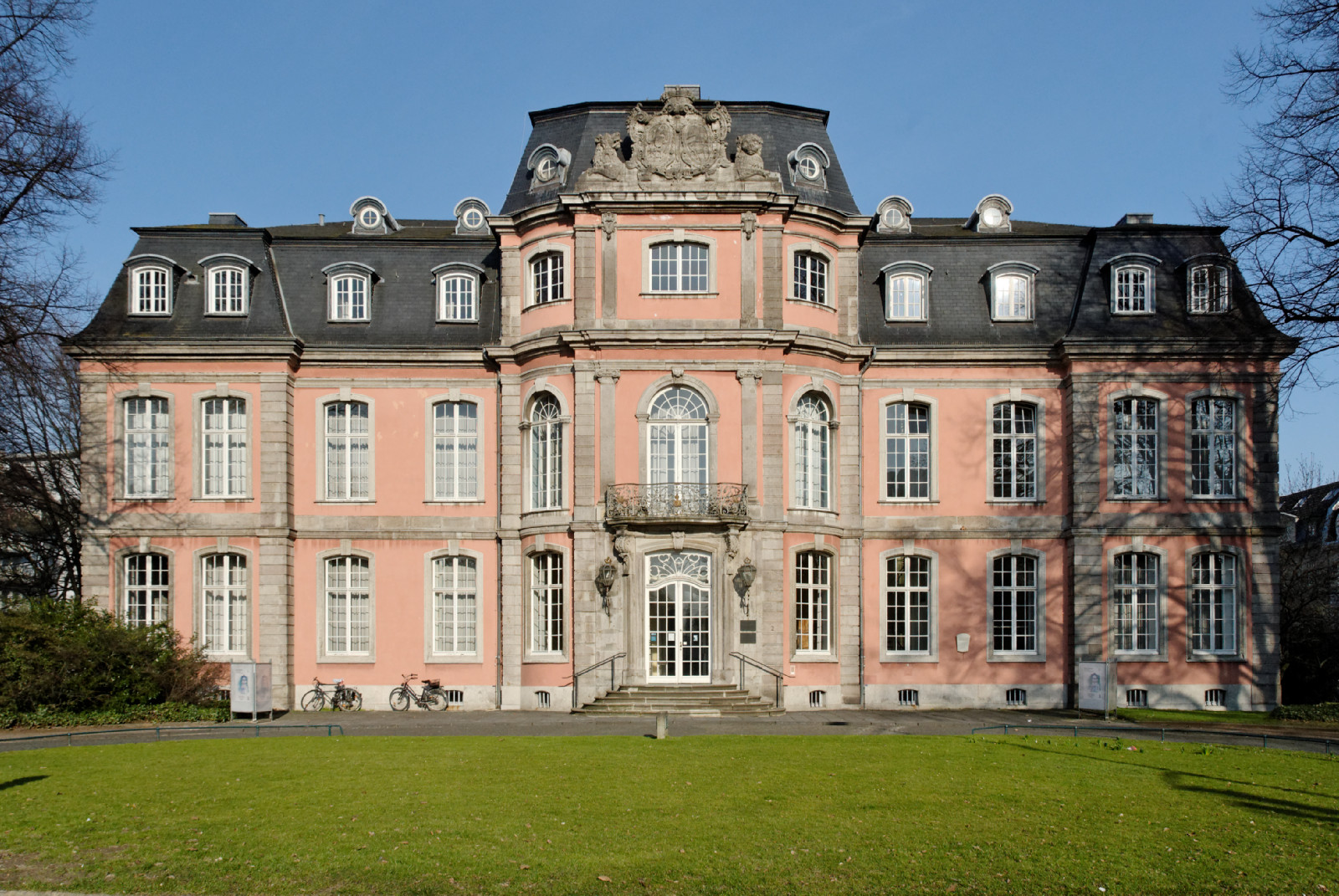
Schloss Jägerhof im Jahr 2011

Das Schloss Jägerhof, früher auch die Vénerie genannt (französisch für „die Jagd“), liegt an der Jacobistraße 2 im Düsseldorfer Stadtteil Pempelfort, nahe der Innenstadt. Es wurde 1752 bis 1763 im Auftrag des Kurfürsten Karl Theodor gebaut. Damals befand sich das Schloss noch vor den Toren der Stadt. Das Schloss ist Point de vue der Jägerhofallee des Hofgartens und der Jägerhofstraße. Seit 1987 befinden sich im Schloss das Goethe-Museum und die Stiftung Ernst Schneider.

## Geschichte

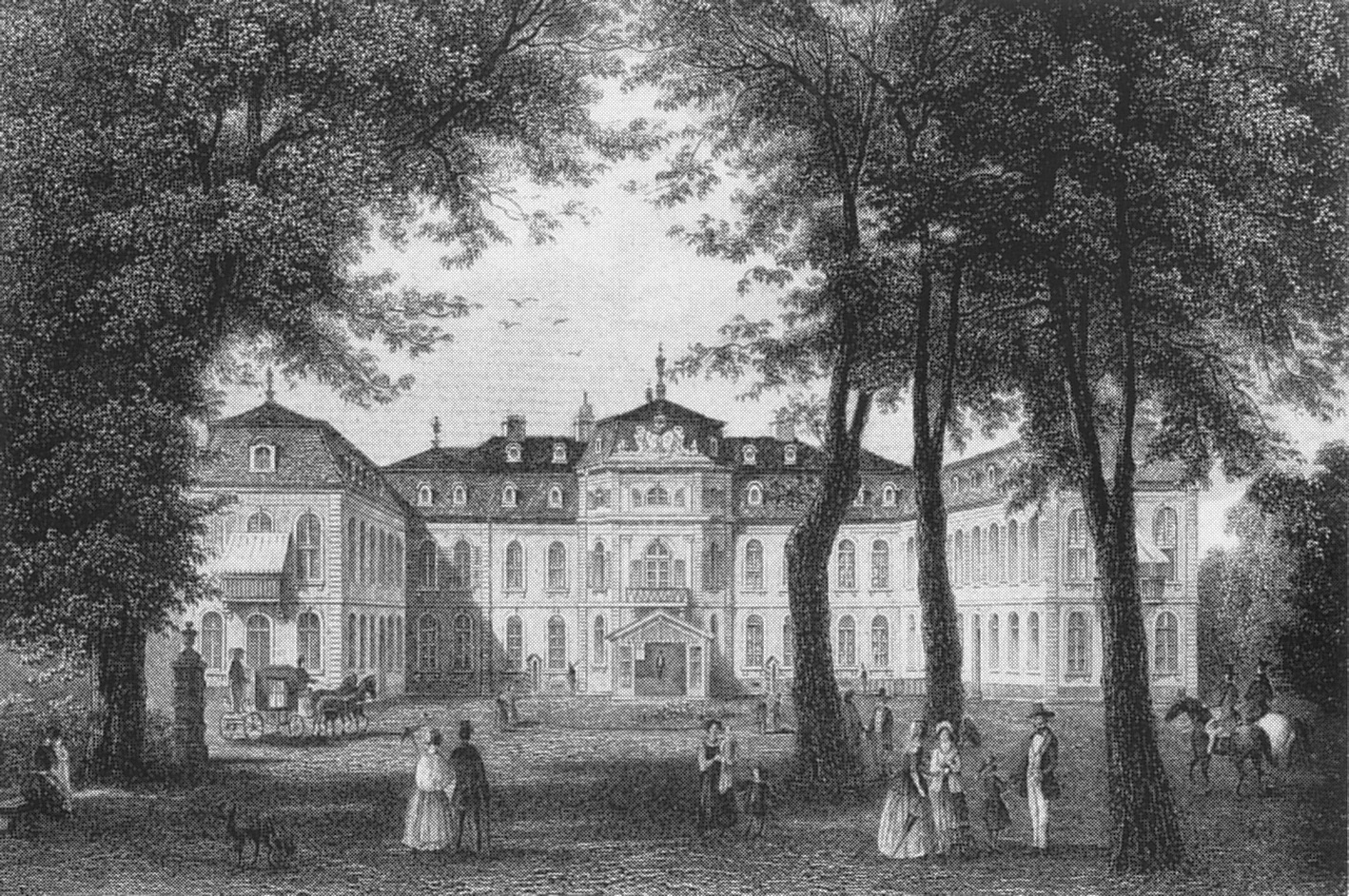
Schloss Jägerhof, Stahlstich um 1860

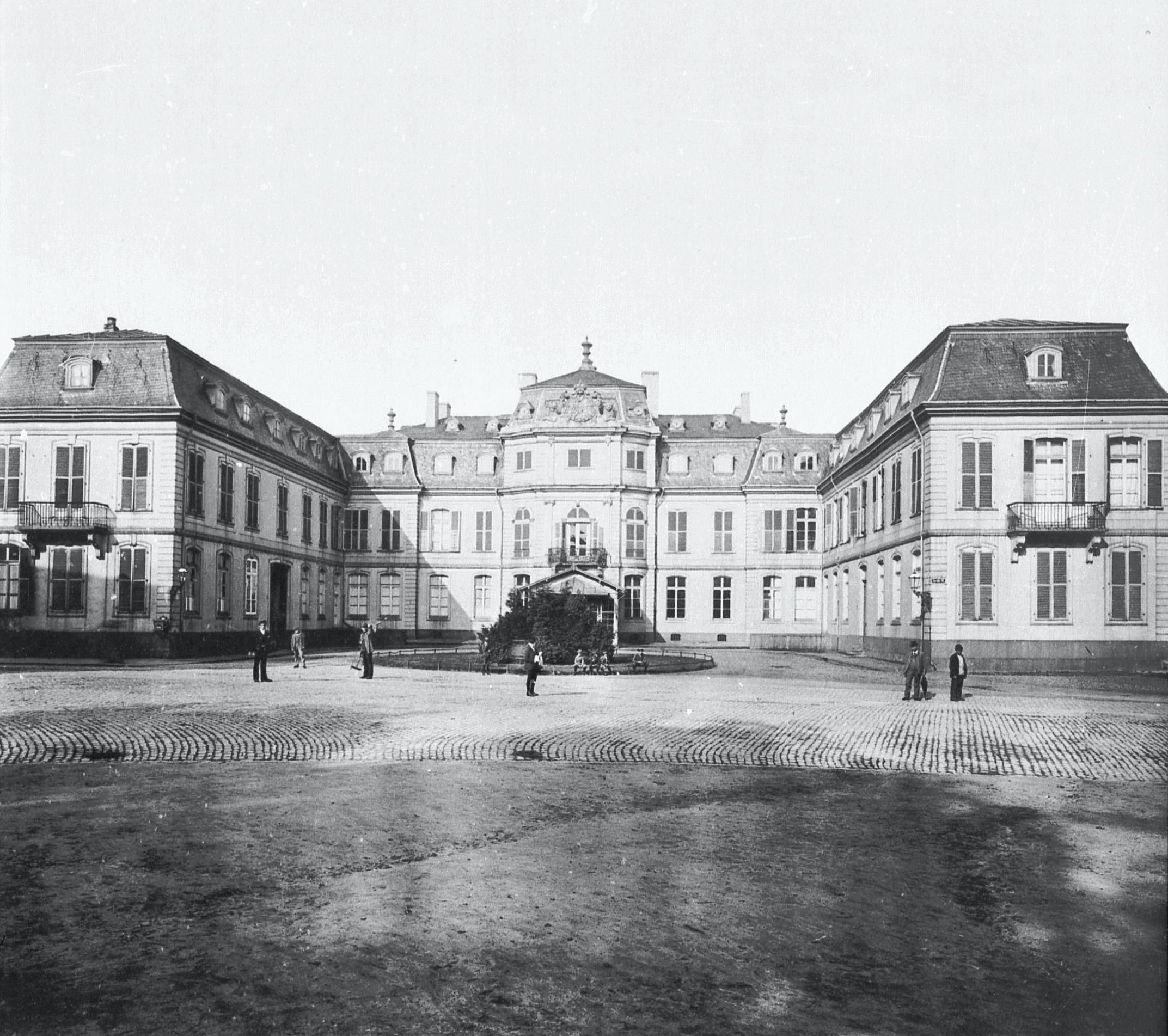
Schloss Jägerhof um 1900 (noch mit Ehrenhof und Gebäudeflügeln)

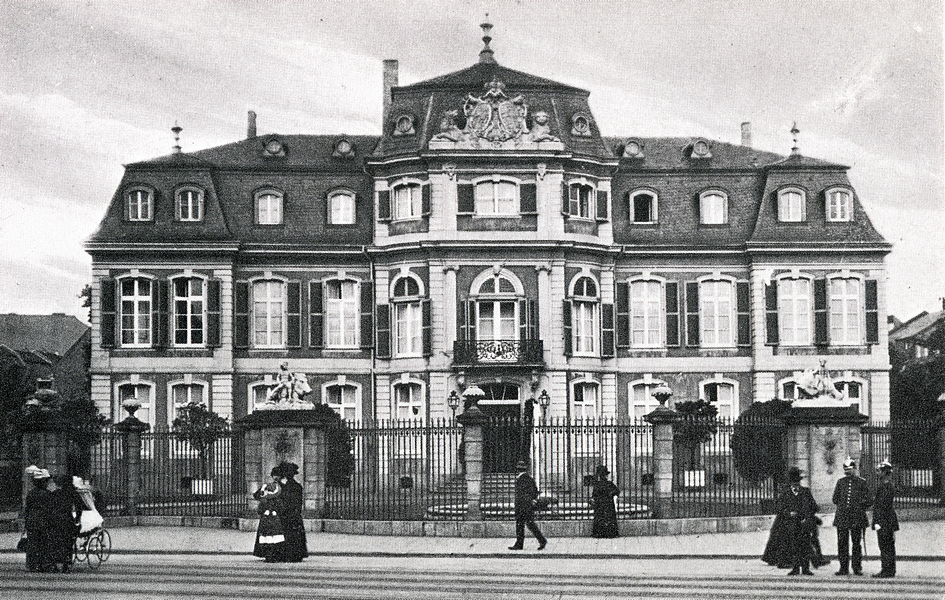
Schloss Jägerhof, Hauptfassade um 1910

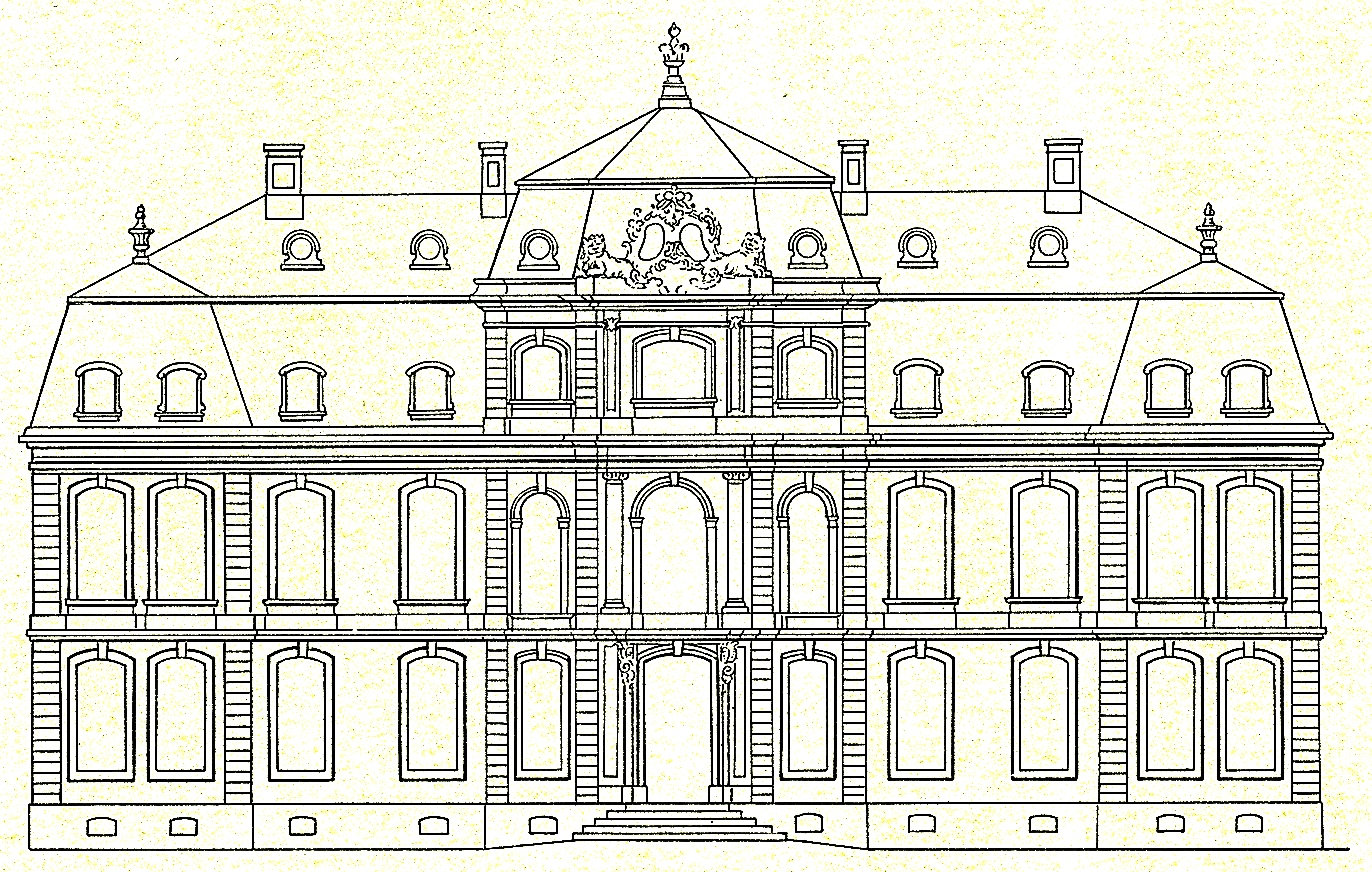
Schloss Jägerhof, Entwurf ausgeführt, 1751

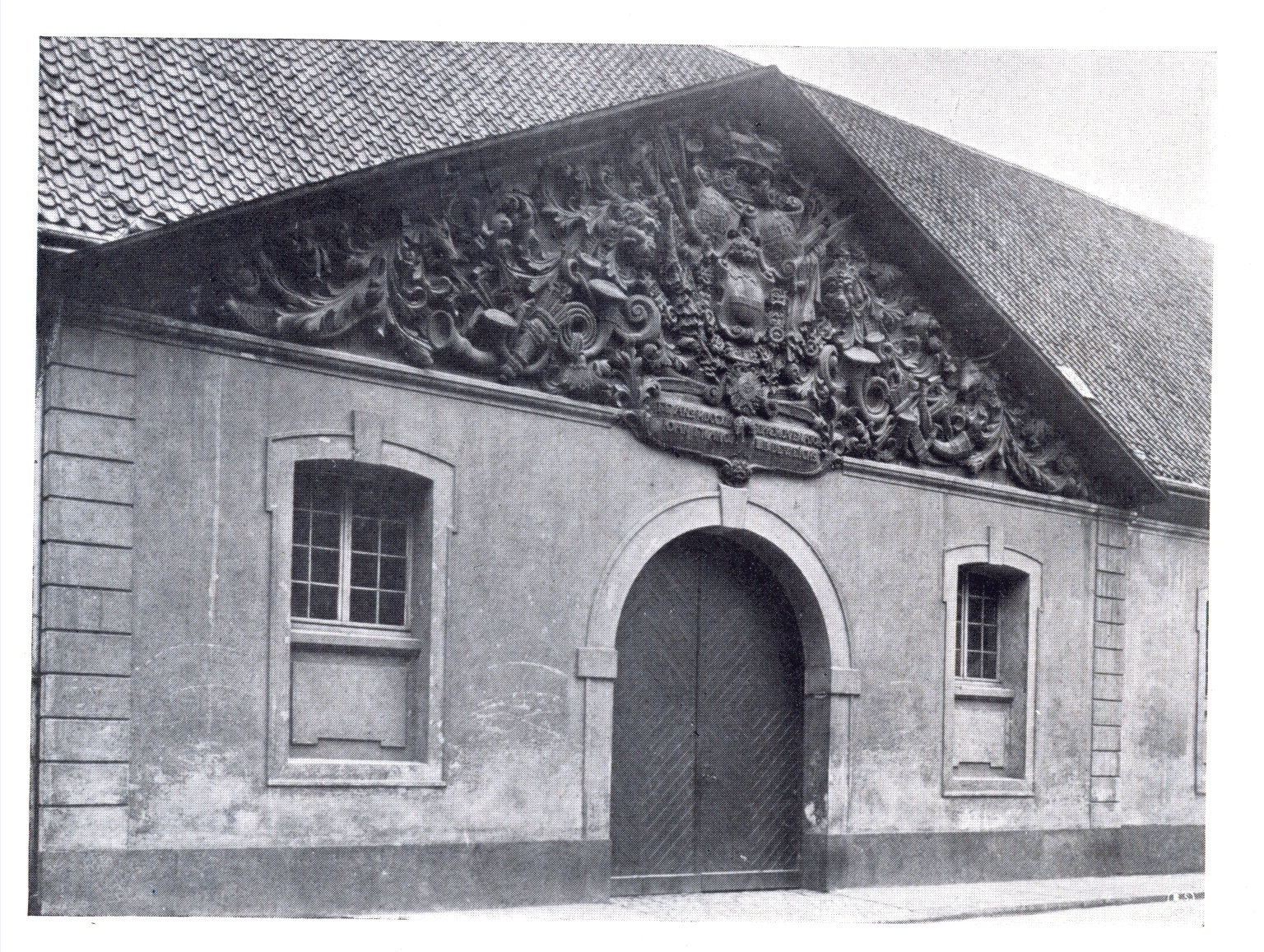
Ehemaliger Marstall mit Giebel aus der Werkstatt von Gabriel de Grupello (Foto um 1909)

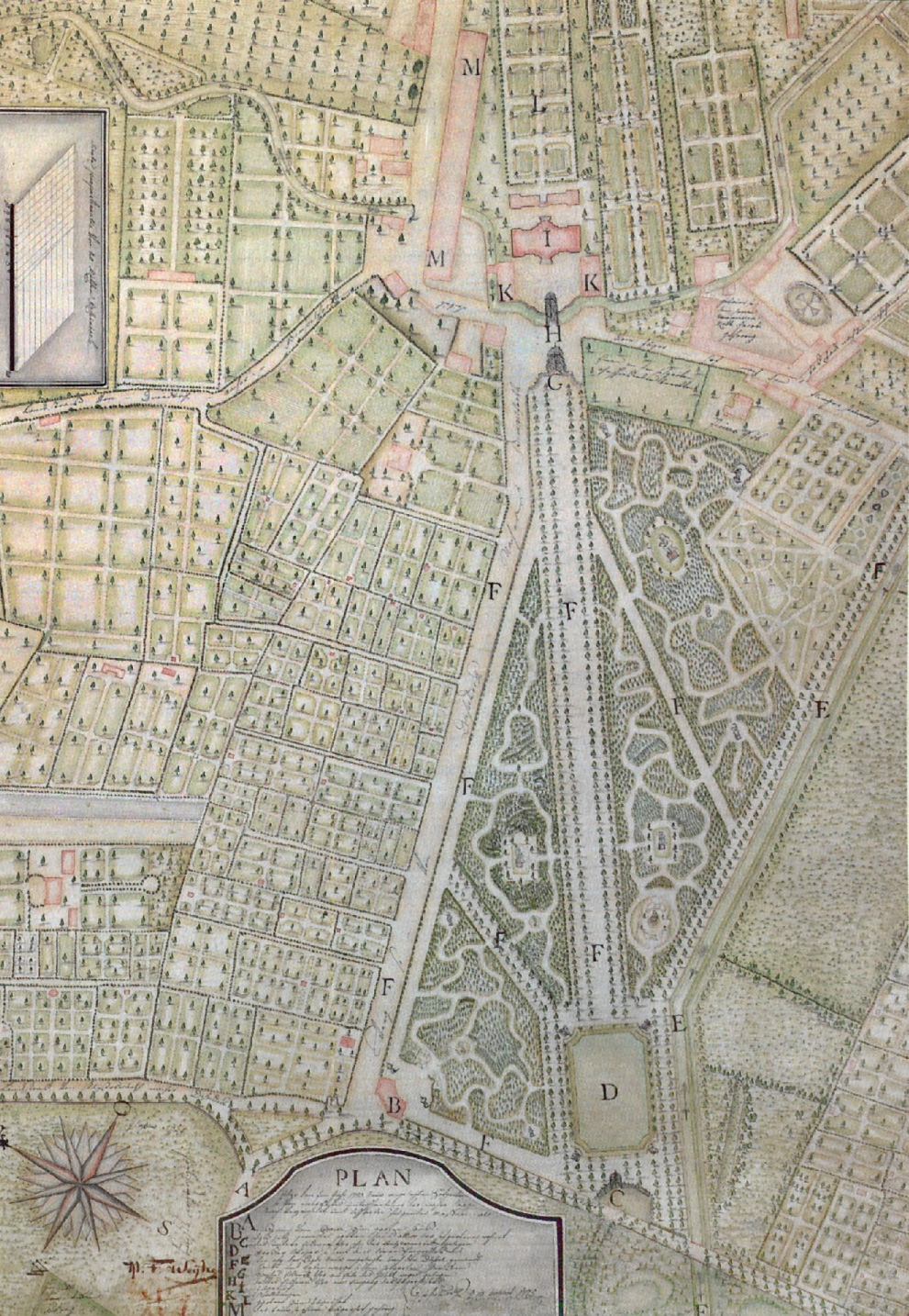
Plan des Hofgartens von 1775: Das Schloss Jägerhof (I) und (K) ist als Point de vue der Hauptachse des Hofgartens (F), der Marstall (M)

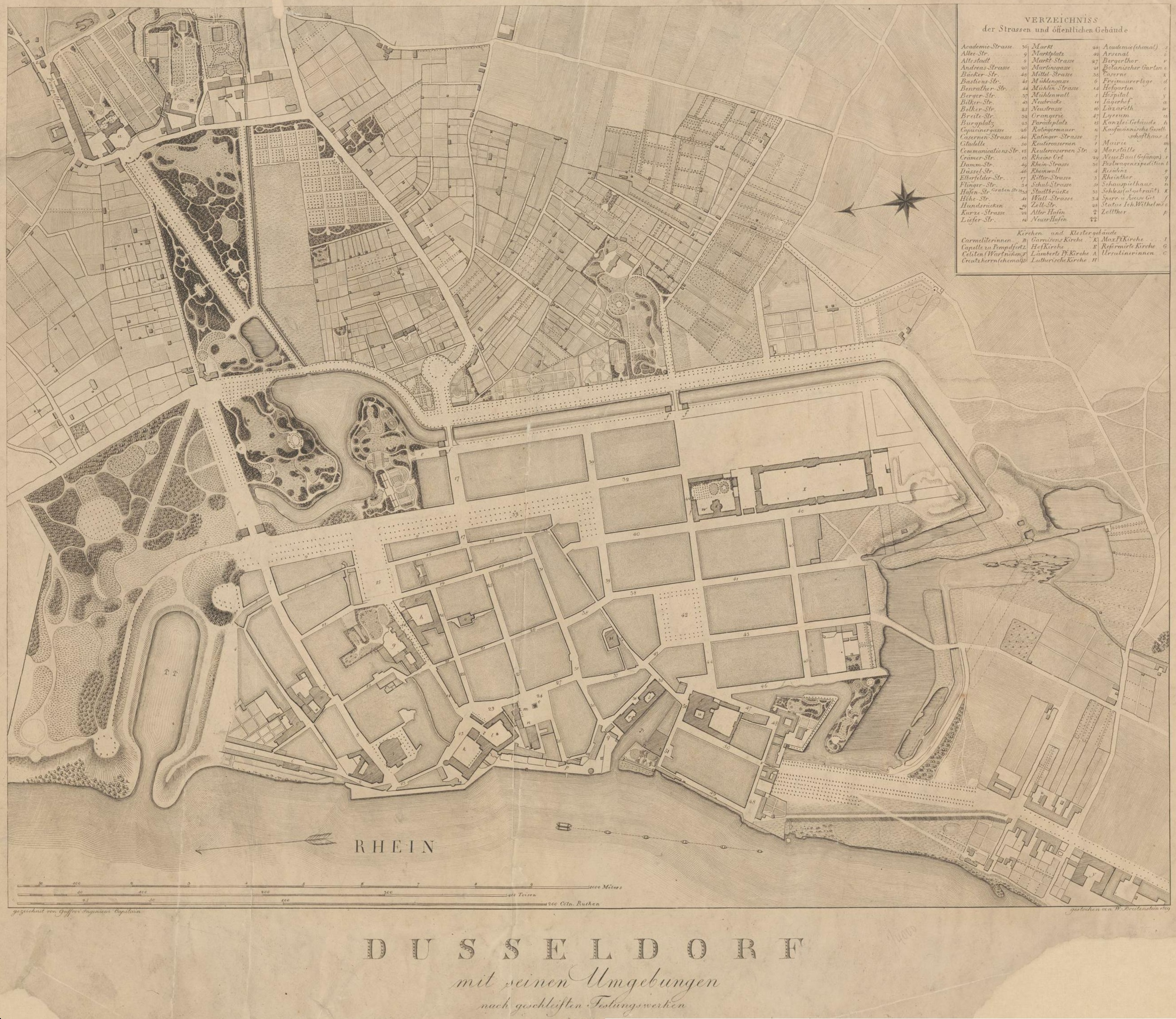
Stadtplan von 1809 – das Schloss Jägerhof im Zusammenhang des zu einem Englischen Landschaftsgarten umgestalteten und erweiterten Hofgartens

Ein erster Jägerhof ist bereits Mitte des 17. Jahrhunderts belegt. Dieser Bau soll inmitten eines Tiergartens etwa in der Nähe des heutigen Schlosses gelegen haben und ab 1694 als Sitz der kurfürstlichen Forstverwaltung gedient haben.
Mit dem Tod des Kurfürsten Jan Wellem im Jahr 1716 und der Abreise seiner Witwe am 10. September 1717 verlor Düsseldorf den Status einer Residenzstadt. In der Folge verfielen die Gebäude und das gesamte Gelände blieb zunächst für viele Jahrzehnte ungenutzt. Erst von der „barocken Baulust“ Karl Theodors, der die Herzogtümer Jülich-Berg mit ihrer Hauptstadt Düsseldorf zwar als Nebenland regierte, jedoch große Pläne hegte, wurde es Mitte des 18. Jahrhunderts wiederbelebt. Karl Theodor beauftragte seinen Baumeister Johann Joseph Couven mit der Planung und Umsetzung eines repräsentativeren Jägerhofs im Stil eines Lustschlosses des Rokoko.
Ein erster Entwurf Couvens von 1749 sah ein dreigeschossiges Gebäude mit mittlerem Turm und Flügelbauten vor, um das die Düssel geleitet werden sollte. Der Oberbaudirektor Nicolas de Pigage setzte jedoch nur einen Teil der ursprünglich geplanten Baumaßnahmen um. So wurde das Gebäude 1762 ohne Seitenflügel fertiggestellt. Bis 1795 diente es als Sitz der obersten Jägermeister.
Unter der Federführung des kurfürstlichen Statthalters Johann Ludwig Franz von Goltstein wurden mit einer Art Arbeitsbeschaffungsmaßnahme der ältere Teil des Hofgartens und die Reitallee in öffentliche Parkanlagen umgebaut. Hiermit sollte die durch mehrere Missernten in den Jahren 1769–1771 verursachte Armut gemildert werden. Dabei entstand 1770 auch das Hofgärtnerhaus mit einem Restaurant.
Während der Napoleonische Kriege wäre der Jägerhof und das Hofgärtnerhaus 1795 beinahe von den französischen Revolutionstruppen gesprengt worden. Einer Plünderung durch die französischen Truppen entging es in diesem Jahr allerdings nicht. Auch wurde der Hofgarten wegen seines Holzbestandes stark gerodet. In dieser Zeit diente der Jägerhof dann als Lazarett und Nachtlager für die Franzosen und blieb bis zum Besuch Napoleons im Jahr 1811 in einem bedauernswerten Zustand. Dazu wurde in aller Eile alles renoviert und so ausgestattet, dass sich der Kaiser mit seiner Gattin Marie Louise bei ihrem viertägigen Besuch wohlfühlen konnten. Ein zunächst nicht verwirklichter Umbauplan des klassizistischen Architekten Adolph von Vagedes ist aus diesem Jahr bekannt. Staatssekretär Graf Roederer beschrieb in einem Brief an seine Frau die für den Besuch Napoleons hergerichtete Stadt Düsseldorf als „petit Paris“.
Im Jahr 1815 fiel nach dem Wiener Kongress das Rheinland an Preußen. Der im Schloss Jägerhof ab 1821 residierenden Familie des Divisionskommandeurs Prinz Friedrich von Preußen wurden die Räumlichkeiten zu klein, und so wurden die alten Pläne von Johann Joseph Couven und Adolph von Vagedes wieder hervorgeholt und unter der Bauleitung von Anton Schnitzler die Seitenflügel angebaut. In den 1850er Jahren residierte die Familie des Fürsten Karl Anton von Hohenzollern-Sigmaringen im Schloss, bis der Fürst 1858 preußischer Ministerpräsident wurde und seine Residenz nach Berlin verlegte. Bis zum Jahr 1885 blieb das Schloss eine Residenz der Hohenzollern.
Da selbst das um Seitenflügel erweiterte Schloss als Residenz für einen Angehörigen des preußischen Königshauses als zu klein und unangemessen empfunden wurde, verkaufte es der Staat samt rückwärtigem Garten im Jahre 1909 an die Stadt Düsseldorf. Der Verkauf soll „zähneknirschend“ erfolgt sein, weil das Schloss sonst sogar an einen auswärtigen Interessenten gefallen wäre. Die Stadt versuchte daraufhin, das Gelände als Bauland weiterzuverkaufen, dies scheiterte allerdings an Protesten vieler Düsseldorfer. Trotzdem wurde der ehemalige Amtssitz um Garten und Seitenflügel gestutzt und so bestand der Jägerhof seit 1910 nur noch aus dem Mitteltrakt mit einem kleinen, eingezäunten Vorhof. Die Flügelbauten wurden abgebrochen, weil sie 1,7 m über die neue Fluchtlinie der verbreiterten Jacobistraße hinausragten.
Während der französischen Besetzung im Jahr 1925 wurde das Gebäude beschlagnahmt und als Sitz der Kommandantur genutzt. 1934 bezog das Konsistorium der Evangelischen Kirche im Rheinland das Gebäude. Der bestehende Mietvertrag wurde jedoch aufgrund erheblichen Drucks des NSDAP-Gauleiters Friedrich Karl Florian im Gau Düsseldorf widerrechtlich aufgelöst, so dass am 30. Januar 1937 im Gebäude die Gauleitung eingerichtet werden konnte. Sie saß hier bis zu dem schweren Luftangriff am 12. Juni 1943, bei dem das Schloss stark beschädigt wurde; sie verzog daraufhin in das Gebäude des Oberlandesgerichts Düsseldorf. Das Schloss wurde erst 1950 von Helmut Hentrich wieder aufgebaut. Einige Empfänge der jungen Bundesrepublik fanden hier statt.

## Museum
Seit 1955 wird das Schloss Jägerhof als Museum genutzt. Zunächst durch das Stadtmuseum, später durch die Kunstsammlung Nordrhein-Westfalen, die dann aber 1986 in den Neubau am Grabbeplatz umzog. Seit 1987 befinden sich das Goethe-Museum zusammen mit der Stiftung Ernst Schneider im Jägerhof und bieten neben der umfassenden ständigen Ausstellung zu Goethes Leben und Schaffen wechselnde Ausstellungen mit geistes- und literaturgeschichtlichen Themen. Der aus Bremen stammende Verleger Anton Kippenberg war zu Lebzeiten Leiter des Leipziger Insel Verlags und bedeutender Goethe-Sammler. Seine Tochter brachte die Privatsammlung in die selbständige Anton-und-Katharina-Kippenberg-Stiftung mit Sitz in Düsseldorf ein. Die Landeshauptstadt Düsseldorf hat sich im Stiftungsvertrag vom 13. Februar 1953 zu Ausstattung, Unterhalt und Entwicklung verpflichtet. Goethe selbst weilte 1774 und 1792 nur unweit von Schloss Jägerhof im Haus des Philosophen Friedrich Heinrich Jacobi, wo seit 1861 der Malkasten seinen Sitz hat.

## Garten
Im Garten befanden sich die Figuren Die Jahreszeiten, die der Düsseldorfer Professor für Bildhauerei Josef Bäumgen im Jahre 1774 geschaffen hatte.

## Marstall
Im Jahre 1713 ließ Kurfürst Jan Wellem nördlich von Schloss Jägerhof ein Jagdzeughaus, geschmückt mit drei Giebeln aus der Werkstatt von Gabriel de Grupello, errichten. Nachdem das Grundstück des Schloss Jägerhof in 1909 durch den Kauf in den Besitz der Stadt übergegangen war, wurde das an der Ecke Pempelforter- und Jacobistraße (heute Alt-Pempelfort) stehende alte Marstallgebäude niedergelegt, und an dessen Stelle eine Orangerie errichtet. Die reichhaltigen Holzschnitzereien, drei Jagdstücke, wurden an den Giebeln des neuen Gebäudes wieder angebracht. Während des Zweiten Weltkrieges, in 1943, wurde das Gebäude, an denen die Schnitzereien fest montiert waren, vollständig zerstört. Teile von zwei Giebelfeldern konnten gerettet und eingelagert werden. Der barocke Hauptgiebel mit den Allianzwappen und der Ostgiebel, dieser nur fragmentarisch, dicht gepackt mit Jagdszenen und Jagdsymbolen. 2012 erfolgte die Eintragung als bewegliches Denkmal in die Denkmalliste. 2014 wurden die Giebel in das Restaurierungszentrum der Landeshauptstadt Düsseldorf, Ehrenhof 3a gebracht, wo Alexander Diczig die Holzbildhauer- und Schnitzarbeiten ausführte.